# Stadtmauer (Bad Neustadt an der Saale)

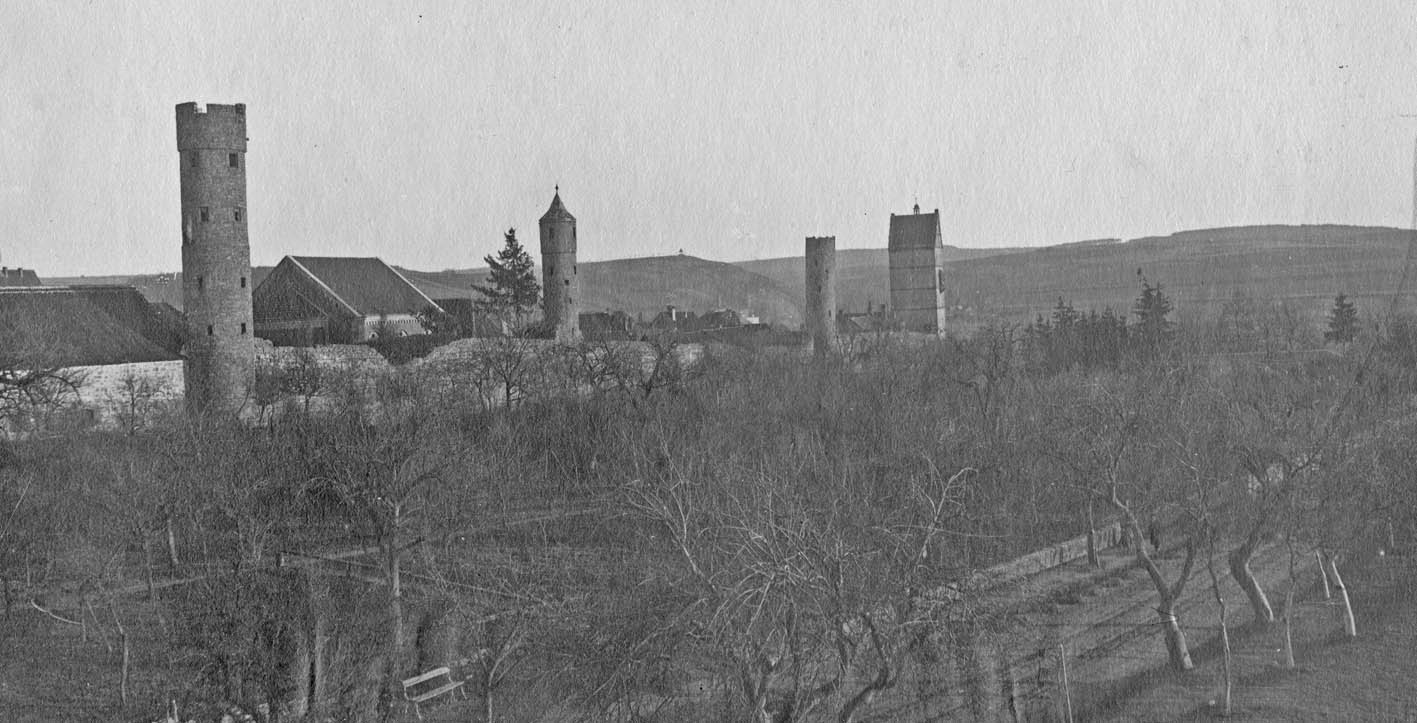
Stadtmauer von Bad Neustadt an der Saale, Aufnahme von Paul Köttnitz, 1909

Die mittelalterliche Stadtmauer von Bad Neustadt an der Saale wurde ab dem 13. Jahrhundert errichtet. Ausgangspunkt war das Quartier um die Kirche Mariä Himmelfahrt. Der Grundriss der Mauer erinnert an ein Herz, was immer Thema für das Stadtmarketing ist. Der sogenannte Rahmenweg um die Stadtmauer hat eine Länge von ungefähr 1,5 Kilometern.

## Geschichte
Am 14. Februar 1400 kam es zu einer Übereinkunft zwischen der Stadt und Bischof Gerhard von Schwarzburg über die Zuständigkeiten für die Stadttürme und die Mauer. In der Folgezeit hat sich die Stadtmauer mit der Stadt weiterentwickelt. Unter Bischof Julius Echter gab es die nächsten großen Schritte der Entwicklung der Stadtmauer und es wurde das Hohntor von Echter errichtet. Weiterhin planten die Bürger auch den Bau des vermutlich gleichartigen Spörleinstors im Norden der Stadt. Dieses blieb eine Bauruine und wurde 1837 abgerissen. Im 19. Jahrhundert gab es wiederholt Diskussionen im Stadtrat über die Stadtmauer. Dabei ging es mutmaßlich auch um die Frage des Abrisses, wobei sich jeweils eine Mehrheit für den Erhalt aussprach. Jedoch wurde die Höhe der Stadtmauer reduziert und der vorhandene Wehrgang wurde abgenommen. Ab 1968 gab es unterschiedliche Maßnahmen zur Renovierung der Mauer.

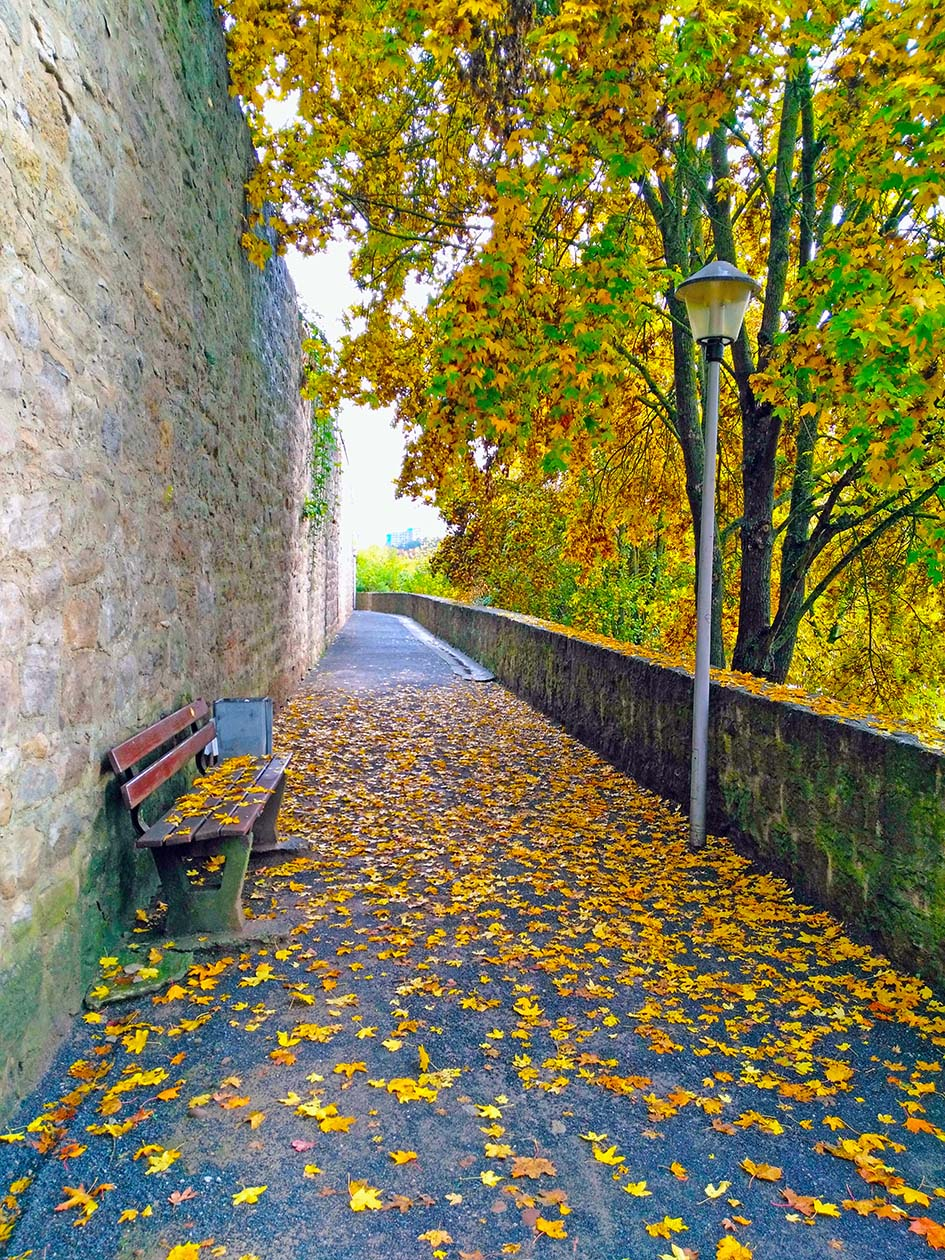
Aufnahme von Osten

## Ansichten von der Stadtmauer

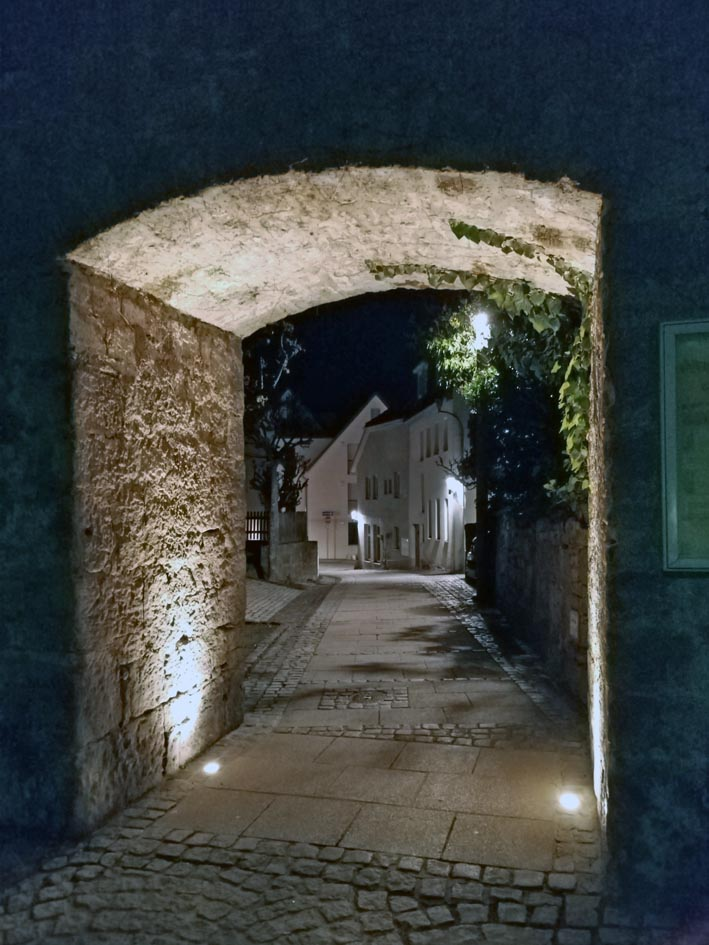
Gaboldspforte
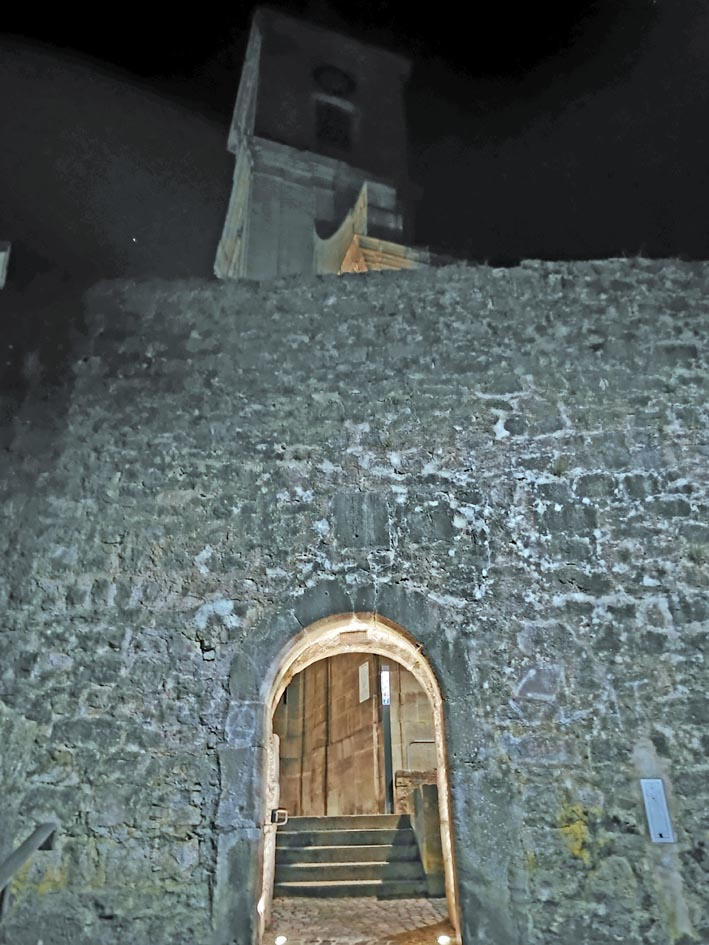
Kirchpforte
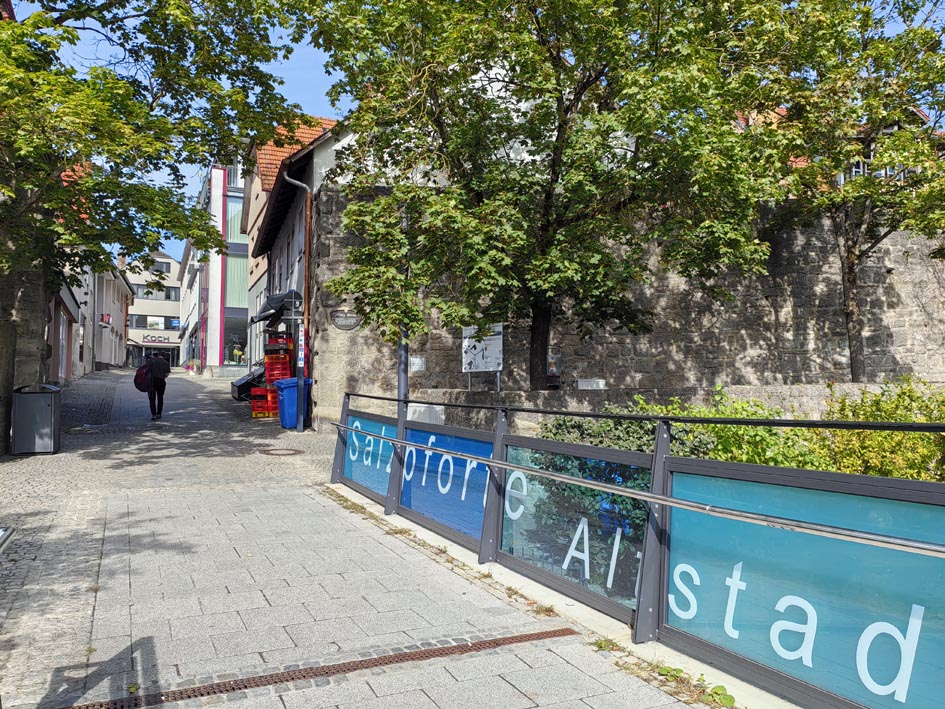
Salzpforte
Aufnahme Sigurd Curman 1910
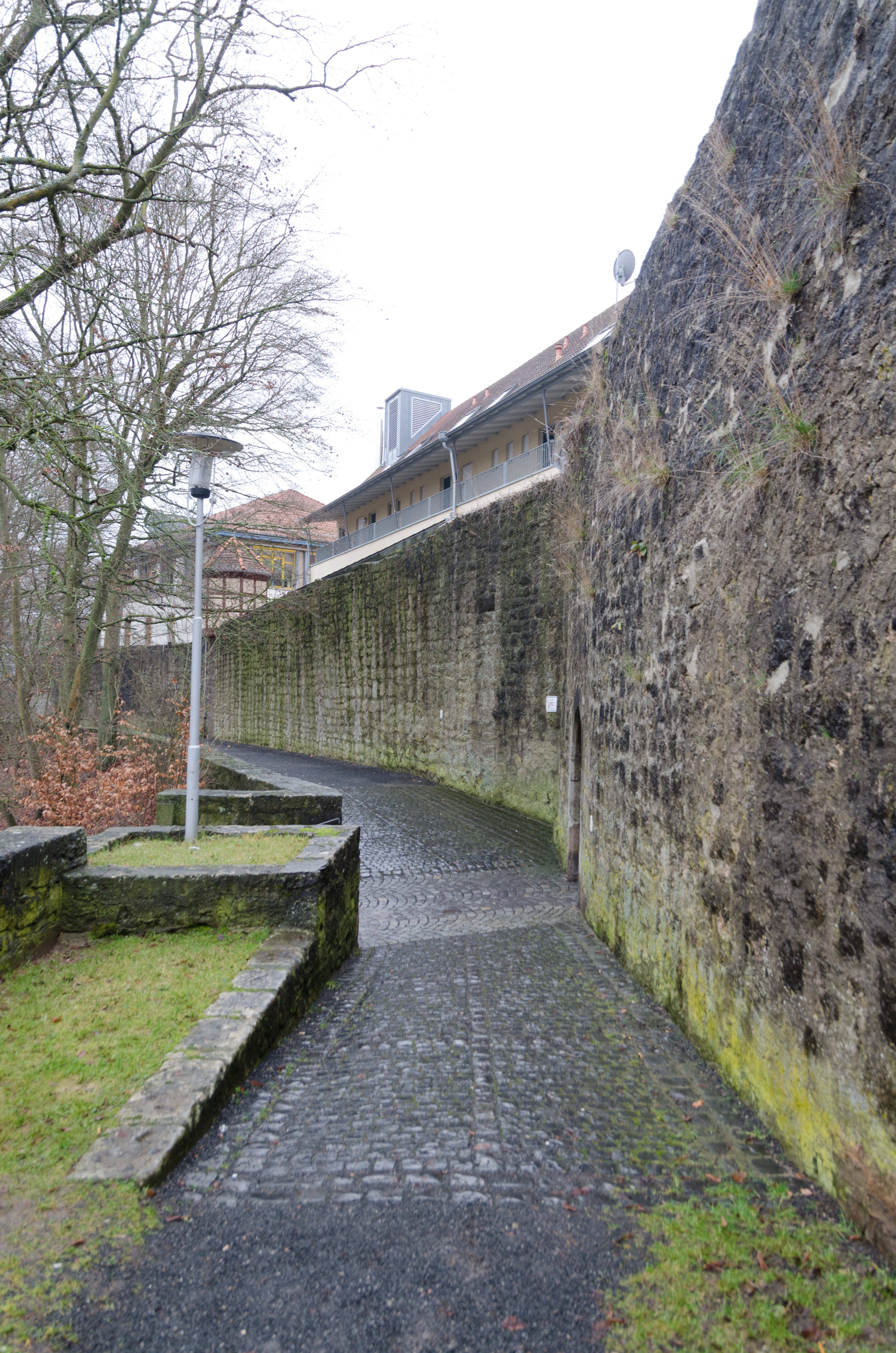
Stadtmauer im Bereich der Kirchpforte
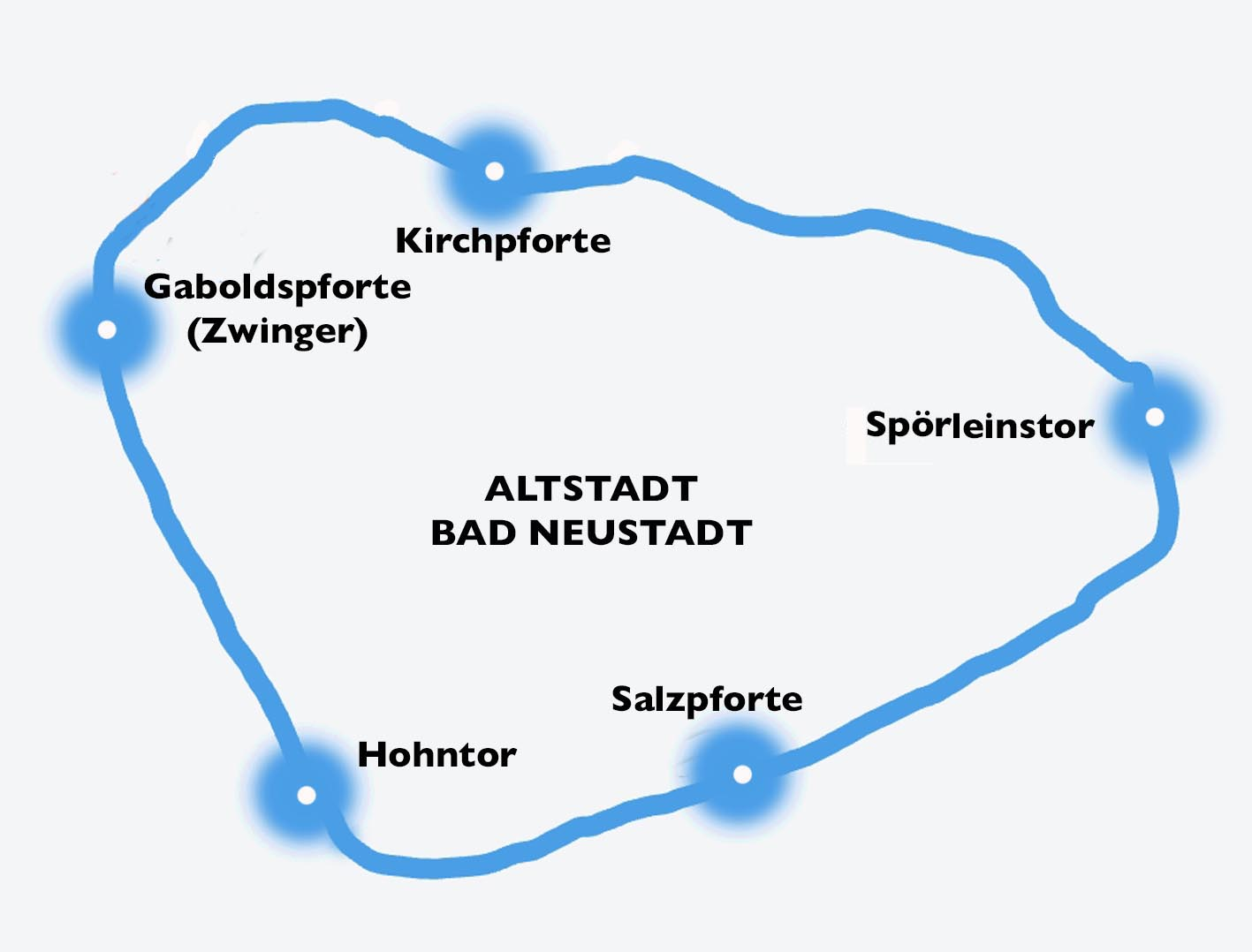
Grundrissskizze der Herzform (oben ist Westen)